# Georg Bitter (Jurist)
Georg Bitter (* 5. Oktober 1968 in Beuel) ist ein deutscher Autor, Jurist und Professor an der Universität Mannheim.

## Leben
Bitter machte 1988 in Siegburg das Abitur. Von 1990 an studierte er Rechtswissenschaft an der Universität Hamburg, was er im 1995 mit der Ersten Juristischen Staatsprüfung abschloss. 1999 wurde Bitter an der Universität Hamburg zum Dr. iur. promoviert. Im gleichen Jahr bestand er die Zweite Juristische Staatsprüfung. Anschließend wurde Bitter wissenschaftlicher Assistent bei Karsten Schmidt am Institut für Handels- und Wirtschaftsrecht der Universität Bonn. Dort habilitierte er sich 2005.
Zum Wintersemester 2005/06 nahm Bitter einen Ruf an die Universität Mannheim an, wo er seitdem den Lehrstuhl für Bürgerliches Recht, Bank- und Kapitalmarktrecht, Insolvenzrecht innehat. Seit 2008 ist Bitter Dozent für Handelsrecht und Kapitalmarktrecht an der Mannheim Business School (MBS).
Bitter ist Rechtsreferent des ADFC Hamburg e. V. und Mitglied von Auswahlkommissionen der Studienstiftung des deutschen Volkes.

## Veröffentlichungen (Auswahl)
- mit Sebastian Heim: Gesellschaftsrecht - Lern- und Fallbuch. 6. Auflage. Vahlen, München 2022, ISBN 978-3-8006-5678-3.
- mit Sebastian Röder: BGB, Allgemeiner Teil - Lern- und Fallbuch. 6. Auflage. Vahlen, München 2024, ISBN 978-3-8006-6308-8.
- mit Dimitrios Linardatos: Handelsrecht : mit UN-Kaufrecht - Lern- und Fallbuch. 4. Auflage. Vahlen, München 2022, ISBN 978-3-8006-5779-7.
- Rechtsträgerschaft für fremde Rechnung (Habilitationsschrift). Mohr Siebeck, Tübingen 2006, ISBN 978-3-16-149035-4.